# Iakov Kazanets
Iakov Kazanets (mentionné aussi comme Iakov Tikhonov Roudakov) est un iconographe du tsar depuis 1648, après avoir été serf de Dmitri Tcherkasski. Maître du palais des armures dans son état du XVIIe siècle. Auteur d'icônes de Marie l'Égyptienne et d'Alexis de Rome (appelé aussi Alexis homme de Dieu). Il participe à la peinture de la Cathédrale de l'Archange-Saint-Michel de Moscou. Il peint à fresque le Monastère Saint-Sabbas de Storoji avec le peintre Stéphane Rezanets.

## Référence
Vera Traimond, La peinture de la Russie ancienne : mosaïques, fresques, icônes, enluminures, Paris, Bernard Giovanangeli Éditeur, 2010, 808 p. (ISBN 978-2-7587-0057-9)p. 786.